# Antoni Marí Marí
Antoni Marí Marí, també conegut com a Carraca (Sant Joan de Labritja, 1956) és un polític eivissenc, batle de Sant Joan de Labritja i senador per Eivissa-Formentera en la VIII Legislatura.

## Biografia
El 1977 començà a treballar com a funcionari a l'ajuntament de Sant Joan de Labritja. Va ser membre i portaveu del Grup de Defensa des Amunts el 1990-1991 fundador i directiu del club de futbol Penya Independent de Sant Joan.
Afiliat al Partido Popular en 1989, a les eleccions municipals espanyoles de 1999 fou escollit alcalde de Sant Joan de Labritja, càrrec que ha renovat a les eleccions municipals de 2015. A les eleccions municipals espanyoles de 2003 va obtenir un total del 83% dels vots emesos, la qual cosa suposà el segon alcalde més votat de l'Estat espanyol.
També ha estat vocal de la Federació d'Entitats Locals de les Illes Balears (FELIB). A les eleccions generals espanyoles de 2004 fou escollit senador per Eivissa-Formentera. De 204 a 2008 ha estat portaveu del Grup Territorial del PP de Senadors per Balears i membre de les comissions parlamentàries d'Entitats Locals i Medi Ambient.